# Шмидт, Иоганн Адам Эрдман
Иоганн Адам Эрдман Шмидт (нем. Johann Adolph Erdmann Schmidt; 4 мая 1769, Лейпциг — 7 сентября 1851) — германский филолог, лексикограф.

## Биография
Окончил школу св. Николая в Лейпциге и затем Лейпцигский университет. Затем работал переводчиком и, в частности, служил официальным переводчиком консульства Российской империи в Саксонии. Был лектором русского, польского и новогреческого языков в Лейпцигском университете с 1817 по 1847 год. Также занимался изучением английского, французского, албанского, турецкого языков. Редактировал каталоги Лейпцигской ярмарки.
Опубликовал учебник новогреческого языка (нем. Neugriechische Sprachlehre; 1808), подготовленный для нужд надвинувшейся на Лейпциг войны «Малый русский разговорник» (нем. Kleiner russischer Dolmetscher (...) nebst einer Schilderung der russischen Krieger; 1813) и ряд других брошюр этого же времени по русскому языку, «Новогреческий разговорник, с приложением турецкого и албанского» (нем. Neugriechischer Dolmetscher, nebst türkischem und albanesischem; 1823), «Полную немецкую грамматику в систематическом изложении для использования англичанами» (англ. A complete german Grammar in a systematic order for the use of Englishmen; 1828, в двух томах), «Словарь российско-польско-немецкий» (1836), «Полный немецко-новогреческо-французский словарь» (нем. Vollständiges deutsch-neugriechisch-französisches Wörterbuch; 1840), «Полный немецко-русский и русско-немецкий словарь» (нем. Vollständiges russisch-deutsches und deutsch-russisches Wörterbuch; 1866) и т. д.